# Monts de Tolède
Les monts de Tolède (Montes de Toledo en espagnol et en portugais) sont une chaîne de montagnes du centre de la péninsule Ibérique. Ils abritent le parc national de Cabañeros.

## Géographie
Orientée d'ouest en est sur environ 350 kilomètres, cette chaîne sépare le bassin du Tage de celui du Guadiana.
L'extrémité orientale de la chaîne coïncide avec la frontière occidentale de la région de Castille-La Manche. Elle s'étire à l'ouest jusqu'au district portugais de Portoalegre, à proximité de la frontière entre l'Espagne et le Portugal.
Quelques rivières prennent notamment naissance dans les monts de Tolède : l'Algodor, l'Almonte et le Salor (affluents du Tage), l'Amarguillo (affluent du Guadiana).
Ils culminent à 1 603 mètres d'altitude à La Villuerca.